# Métrique de Vaidya
En relativité générale, la métrique de Vaidya est une solution de l'équation d'Einstein. Elle décrit un objet à symétrie sphérique qui émet (resp. absorbe) de la poussière, de sorte que sa masse décroît (resp. s'accroît) au cours du temps. Elle représente la plus simple généralisation dynamique (c.-à-d. non statique) de la métrique de Schwarzschild. Son éponyme est le physicien et mathématicien indien Prahalad Chunnilal Vaidya (en) (1918-2010) que l'a présentée en 1951.
L'espace-temps de Vaidya a quatre dimensions. Il n'est pas vide mais est empli de poussière isotrope.
La métrique s'écrit, dans le cas d'une émission,, :
{\displaystyle \mathrm {d} s^{2}=-\left[1-{\frac {2Gm(u)}{c^{2}r}}\right]c^{2}\mathrm {d} u^{2}-2c\mathrm {d} u\mathrm {d} r+r^{2}\mathrm {d} \Omega ^{2}}
et, dans le cas d'une absorption,, :
{\displaystyle \mathrm {d} s^{2}=-\left[1-{\frac {2Gm(v)}{c^{2}r}}\right]c^{2}\mathrm {d} v^{2}+2c\mathrm {d} v\mathrm {d} r+r^{2}\mathrm {d} \Omega ^{2}},
où :
- {\displaystyle c} est la vitesse de la lumière dans le vide[10] ;
- {\displaystyle G} est la constante gravitationnelle[10] ;
- {\displaystyle \mathrm {d} \Omega ^{2}} est la métrique d'une sphère unité[10],[11] : {\displaystyle \mathrm {d} \Omega ^{2}=\mathrm {d} \theta ^{2}\sin ^{2}\theta \mathrm {d} \phi ^{2}} ;
- {\displaystyle \theta } est la colatitude[12] : {\displaystyle \theta \in (0,\pi )} ;
- {\displaystyle \phi } est la longitude[12] : {\displaystyle \phi \in (0,2\pi )} ;
- {\displaystyle r} est le rayon aréolaire[11],[13] : {\displaystyle A=2\pi r^{2}}, avec[14],[12] {\displaystyle r\in (0,+\infty )} ;
- {\displaystyle m(u)} (resp. {\displaystyle m(v)}) est une fonction arbitraire de la coordonnée {\displaystyle u} (resp. {\displaystyle v})[11] ;
- {\displaystyle u} et {\displaystyle v} sont deux coordonnées de genre lumière[15] avec[14] {\displaystyle u\in \mathbb {R} } et [12] {\displaystyle v\in \mathbb {R} } ;
- {\displaystyle cu} et {\displaystyle cv} sont deux coordonnées de genre temps, à savoir :
  - {\displaystyle cu} est le temps retardé[16],[17] ;
  - {\displaystyle cv} est le temps avancé[16],[18].

Les deux expressions de la métrique peuvent être réunies comme suit :
{\displaystyle \mathrm {d} s^{2}=\left[1-{\frac {2Gm(z)}{c^{2}r}}\right]c^{2}\mathrm {d} z^{2}+2c\mathrm {d} z\mathrm {d} r-r^{2}\mathrm {d} \Omega ^{2}},
avec {\displaystyle z={\begin{cases}u,&{\text{dans le cas d'une émission}}\\-v,&{\text{dans le cas d'une absorption}}.\end{cases}}}
Avec {\displaystyle m={\text{cste}}}, la métrique de Vaidya se réduit à celle de Schwarzschild :
{\displaystyle \mathrm {d} s^{2}=-{\frac {R_{\mathrm {S} }}{r}}c^{2}\mathrm {d} u\mathrm {d} v+r^{2}\mathrm {d} \Omega ^{2}},
où :
- {\displaystyle R_{\mathrm {S} }={\frac {2Gm}{c^{2}}}} est le rayon de Schwarzschild ;
- {\displaystyle r} est défini par la relation[22] : {\displaystyle r+R_{\mathrm {S} }\ln \left({\frac {r}{R_{\mathrm {S} }}}-1\right)={\frac {1}{2}}\left(v-u\right)}.

## Poussière isotrope
La poussière isotrope est un fluide, :
- sans pression[23],[18] : {\displaystyle p=0} ;
- dont la densité d'énergie est : {\displaystyle \rho =\pm {\frac {\dot {m}}{4\pi r^{2}}}}, avec[23],[18] {\displaystyle \pm {\dot {m}}={\begin{cases}-\displaystyle {\frac {\mathrm {d} m}{\mathrm {d} u}},&{\text{dans le cas d'une émission}}\\+\displaystyle {\frac {\mathrm {d} m}{\mathrm {d} v}},&{\text{dans le cas d'une absorption ;}}\end{cases}}}
- dont la quadrivitesse est {\displaystyle l^{\alpha }}, avec[23],[18] {\displaystyle l_{\alpha }={\begin{cases}-\partial _{\alpha }u,&{\text{dans le cas d'une émission}}\\-\partial _{\alpha }v,&{\text{dans le cas d'une absorption.}}\end{cases}}}

## Utilisations
La métrique de Vaidya connaît un certain nombre d'applications astrophysiques et théoriques. Par exemple, elle est utilisée pour décrire l'émission de rayonnements par des objets astrophysiques,. Elle est aussi prise en compte dans les études sur l'effondrement gravitationnel,, à symétrique sphérique, la formation et l'évolution des horizons des trous noirs ainsi que la formation de singularités nues, ou encore les modes quasi-normaux des trous noirs. Elle est utilisée comme modèle-jouet de l'évaporation des trous noirs, par rayonnement de Hawking. Elle est encore utilisée en théorie des cordes et en holographie.

## Histoire
La métrique de Vaidya est ainsi désignée à la suite de Richard W. Lindquist, Robert A. Schwartz et Charles W. Misner (1932-2023),,. Son éponyme est le physicien et mathématicien indien Prahalad Chunnilal Vaidya (1918-2010). Il l'a présentée pour la première fois en 1943, comme solution de l'équation d'Einstein sans constante cosmologique {\displaystyle (\Lambda =0)} pour l'extérieur d'une étoile rayonnant un champ pouvant s'interpréter, à la limite newtonienne, comme la luminosité de l'étoile.
Pour Éric Gourgoulhon, la métrique de Vaidya sortante a été en fait dérivée pour la première fois par Henri Mineur (1899-1954) en 1933, comme solution de l'équation d'Einstein pour le « champ de gravitation » extérieur d'un « corps central » à symétrie sphérique dont la masse varie en raison du rayonnement d'un « flux énergétique lumineuse ».
En 1943,, et 1951,,, Vaidya présente la métrique pour l'extérieur d'une étoile à symétrie sphérique et rayonnante.

### Manuels d'enseignement supérieur
- [Carmeli 2001] (en) Moshe Carmeli, Classical fields : general relativity and gauge theory, Singapour, River Edge et Londres, World Scientific, hors coll., novembre 2001, 2e éd. (1re éd. décembre 1982), XVII-650 p., 16,6 × 25,3 cm (ISBN 978-981-02-4787-4, EAN 9789810247874, OCLC 494582373, BNF 38857289, DOI 10.1142/4843, Bibcode 2001cfgr.book.....C, SUDOC 12361239X, présentation en ligne, lire en ligne).
- [Eman 2021] (en) Moataz H. Emam, Covariant physics : from classical mechanics to general relativity and beyond, Oxford, OUP, hors coll., mars 2021, 1re éd., XVII-384 p., 17,1 × 24,6 cm (ISBN 978-0-19-886489-9 et 978-0-19-886500-1, EAN 9780198864899, OCLC 1198976638, DOI 10.1093/oso/9780198864899.001.0001, Bibcode 2021cpfc.book.....E, S2CID 236747090, SUDOC 253233623, résumé, présentation en ligne, lire en ligne).
- [Griffiths et Podolský 2009] (en) Jerry B. Griffiths et Jiří Podolský, Exact space-times in Einstein's general relativity, Cambridge, CUP, coll. « Cambridge monographs on mathematical physics », octobre 2009 (réimpr. août 2012, avec corrections), 1re éd., XVII-525 p., 18,3 × 25,3 cm (ISBN 978-0-521-889278 et 978-1-107-40618-6, EAN 9780521889278, OCLC 758733128, DOI 10.1017/CBO9780511635397, Bibcode 2009eseg.book.....G, SUDOC 147482941, présentation en ligne, lire en ligne).
- [Poisson 2004] (en) Eric Poisson, A relativist's toolkit : the mathematics of black-hole mechanics, Cambridge, CUP, hors coll., mai 2004 (réimpr. décembre 2007), 1re éd., XVI-233 p., 18,1 × 25,5 cm (ISBN 978-0-521-83091-1 et 978-0-521-53780-3, EAN 9780521830911, OCLC 470120101, BNF 39965419, DOI 10.1017/CBO9780511606601, Bibcode 2004rtmb.book.....P, SUDOC 083261842, présentation en ligne, lire en ligne  [PDF]).
- [Stephani et al. 2003] (en) Hans Stephani, Dietrich Kramer, Malcolm MacCallum, Cornelius Hoenselaers et Eduard Herlt, Exact solutions of Einstein's field equations, Cambridge, CUP, coll. « Cambridge monographs on mathematical physics », mars 2003 (réimpr. septembre 2009), 2e éd. (1re éd. 1980), XXIX-701 p., 17,5 × 24,4 cm (ISBN 978-0-521-46136-8 et 978-0521-46702-5, EAN 9780521461368, OCLC 470528966, BNF 38966860, DOI 10.1017/CBO9780511535185, Bibcode 2003esef.book.....S, SUDOC 076433722, présentation en ligne, lire en ligne  [PDF]).